# Peace Monument
Das Peace Monument (dt. Friedensdenkmal), auch als Naval Monument oder Civil War Sailors Monument bekannt, steht auf dem Gelände des United States Capitol im Peace Circle, einem Kreisverkehr, der die First Street, N.W., und die Pennsylvania Avenue in Washington, D.C. verbindet.
Das 13,4 Meter hohe Denkmal aus weißem Marmor wurde 1877/1878 im Gedenken an die Angehörigen der Marine, die im Sezessionskrieg gefallen sind, errichtet. Heute ist es Bestandteil einer dreiteiligen Denkmalgruppe, zu der noch das James A. Garfield Monument und das Ulysses S. Grant Memorial gehören.
An der Spitze des nach Westen blickenden Denkmals stehen zwei weibliche, klassisch gekleidete Figuren. Die Trauer legt ihr mit der Hand verdecktes Gesicht auf die Schulter der Geschichte und weint bitterlich. Die Geschichte hält einen Stift und eine Tafel, auf der die Inschrift „Sie starben, damit ihr Land leben konnte“ ("They died that their country might live.") zu lesen ist. Unterhalb von Trauer und Geschichte befindet sich eine weitere klassische Frauenfigur, die Victora. Diese hält einen Lorbeerkranz in die Höhe und in der anderen Hand einen Eichenzweig, dies steht für Strenge. Unter der Victoria sind der kindliche Mars, der Gott des Krieges, und der kindliche Neptun, der Gott des Meeres. Der Rumpf des Denkmals ist mit Kränzen, Bändern und Jakobsmuscheln geschmückt.
Dem Capitol zugewandt ist die Göttin Frieden, die einen Olivenzweig hält. Unter ihr befinden sich die Symbole für Frieden und Fleiß. Gegenüber zeigen Symbole für Wissenschaft, Literatur und Kunst (Zirkel, Buch, Zahnrad und Winkel), dass der Frieden den Fortschritt der Zivilisation möglich gemacht hat.
An den Ecken des Denkmals werden vier Kugeln aus Marmor visuell durch massive Klammern unterstützt.  Bei dem darunterliegenden Brunnen läuft das Wasser durch ein Rohr auf jeder Seite in das Vierpass-förmige Becken. Die Inschrift lautet „In Erinnerung an die Offiziere, Matrosen und Marinesoldaten der United States Navy, die bei der Verteidigung der Union und der Freiheit ihres Landes fielen, 1861–1865“.
Der Bildhauer des Denkmals war Franklin Simmons (1839–1913), geboren in Maine, wo er für seine Porträt-Büsten bekannt wurde. Er lebte bereits seit 1868 in Rom, als er den Auftrag erhielt, eine Statue von Roger Williams für die National Statuary Hall-Sammlung zu schaffen. Insgesamt stellte er vier Statuen und drei Büsten für das Kapitol her. Das Peace Monument ist ein Beispiel seiner idealisierten neoklassischen Skulpturen.
Das Peace Monument, erst für Annapolis (Maryland) geplant, wurde von Admiral David Dixon Porter konzipiert. Dieser hatte die Flotten der Kanonenboote und Truppentransporte während des Krieges befehligt. Porter hatte zuerst ein einfaches Design entworfen, das Trauer und Geschichte darstellte. 1865 begann er Mittel von privaten Geldgebern zu sammeln; 1871 gab er das Denkmal in Auftrag. Der Bildhauer arbeitete in Rom an dem Carrara-Marmor und darüber hinaus direkt mit Admiral Porter an vielen Änderungen der Entwürfe, darunter dem Hinzufügen von weiteren Figuren. Der architektonische Teil des Denkmals wurde unter Leitung von Simmons von den Brüdern Bonanni aus Carrara übernommen. Die Marmorteile wurden 1876 nach Washington verschifft. 1877 wurde das Denkmal auf einem Sockel aus blauem Granit aus Main aufgestellt, der vom Architekt des Kapitols, Edward Clark, entworfen wurde. Abschließend wurde die letzte Figur, Frieden, im Januar 1878 angebracht.

## Weitere Navy Memorials
- United States Navy Memorial